# TT-aardingssysteem
Het TT-net is een van de meest voorkomende stroomnetten bij woningbouw, en een van de drie soorten aardingssystemen.
Bij een TT-stelsel wordt zowel aan de transformatorzijde als aan de kant van de verbruiker een verbinding met de aarde gemaakt. De nulleider van de transformator wordt geaard. De aarde wordt aan de verbruikerszijde verbonden met de PE-leiding. In het verdeelnet is dus geen afzonderlijke beschermingsleiding opgenomen.

## Beveiliging van personen
Wanneer er zich een fout voordoet in het net, en een stroomgeleider in contact komt met de aarde door de omkasting of zelfs door een persoon, dan zal er een stroom vloeien door de aarde naar het sterpunt van de transformator of generator.
Het grote voordeel hiervan is dat er een aardlekschakelaar gebruikt kan worden, die de spanning uitschakelt op het moment dat de stroom naar de verbruiker niet gelijk is aan de stroom die terugkomt van de verbruiker. Dit betekent namelijk dat er energie lekt, en dat eventueel een persoon geëlektrocuteerd wordt.
Bij het TT-net is de eerste fout dus levensbedreigend, maar bij de eerste fout wordt ook onmiddellijk de spanning uitgeschakeld. Dit in tegenstelling tot het IT-net, dat pas vanaf de 2e fout levensbedreigend wordt, maar waarbij na de eerste fout het net blijft werken, en de fout handmatig opgespoord kan worden. Een IT-net is dus zeer populair in fabrieken waar installaties bedrijfszeker moeten zijn.
NB. de afkorting "PE" staat voor "Protective Earth"
In onderstaande figuren de drie mogelijke fouten die kunnen optreden.